# Adenomiosi
L'adenomiosi és una malaltia mèdica ginecològica caracteritzada per la presència anormal de teixit endometrial (el revestiment interior de l'úter) dins del miometri (la gruixuda capa muscular de l'úter). Quan el teixit endometrial es presenta anormalment completament fora de l'úter, es considera una afecció mèdica similar però diferent, l'endometriosi. Els dos trastorns es troben junts en molts casos, però sovint es produeixen per separat. Abans de reconèixer-se com un trastorn diferent, l'adenomiosi s'anomenava endometriosi interna.
Aquest trastorn sol trobar-se en dones entre 35 i 50 anys, però també afecta a dones més joves. Les pacients amb adenomiosi sovint presenten dismenorrea (menstruacions doloroses), menorràgia (menstruacions abundants), o ambdues. Altres possibles símptomes són la disparèunia (dolor durant les relacions sexuals), el dolor pelvià crònic i la irritació de la bufeta urinària.
En l'adenomiosi, l'endometri basal penetra en les fibres miométriques hiperplàstiques. Per tant, a diferència de la capa funcional, la capa basal no experimenta canvis cíclics típics amb el cicle menstrual.
L'adenomiosi pot afectar l'úter de forma focal, creant un adenomioma. Amb una implicació difusa, l'úter es torna voluminós i més pesant.